# Shin Yokohama Prince Hotel
Shin Yokohama Prince Hotel (яп. 新横浜プリンスホテル Син Ёкохама Пуринсу Хотэру) — небоскрёб, расположенный по адресу 3-4 Син-Иокогама, район Кохоку-ку, город Иокогама, префектура Канагава, Япония. Построен 20 март 1992 года, его высота составляет 149,35 м. Восьмой по высоте небоскрёб в Иокогаме.